# Allenspark
Allenspark és una concentració de població designada pel cens dels Estats Units a l'estat de Colorado. Segons el cens del 2000 tenia 496 habitants.

## Demografia
Segons el cens del 2000, Allenspark tenia 496 habitants, 249 habitatges, i 140 famílies. La densitat de població era de 4,5 habitants per km².
Dels 249 habitatges en un 13,3% hi vivien nens de menys de 18 anys, en un 53,4% hi vivien parelles casades, en un 1,2% dones solteres, i en un 43,4% no eren unitats familiars. En el 35,3% dels habitatges hi vivien persones soles el 8,8% de les quals corresponia a persones de 65 anys o més que vivien soles. El nombre mitjà de persones vivint en cada habitatge era d'1,92 i el nombre mitjà de persones que vivien en cada família era de 2,45.
Per edats la població es repartia de la següent manera: un 11,5% tenia menys de 18 anys, un 4% entre 18 i 24, un 27,4% entre 25 i 44, un 42,5% de 45 a 60 i un 14,5% 65 anys o més.
L'edat mediana era de 49 anys. Per cada 100 dones de 18 o més anys hi havia 105,1 homes.
La renda mediana per habitatge era de 42.596 $ i la renda mediana per família de 65.536 $. Els homes tenien una renda mediana de 27.857 $ mentre que les dones 35.208 $. La renda per capita de la població era de 28.333 $. Cap de les famílies i el 10% de la població estaven per davall del llindar de pobresa.

## Poblacions més properes
El següent diagrama mostra les poblacions més properes.